# Trichoglossus capistratus
El lori de Caléndula (Trichoglossus capistratus) es una especie de ave psitaciforme de la familia Psittaculidae endémica de las islas menores de la Sonda orientales.

## Subespecies
Se reconocen las siguientes:
- T. c. fortis Hartert, 1898 – Sumba.
- T. c. capistratus (Bechstein, 1811) – Timor.
- T. c. flavotectus Hellmayr, 1914 – Wetar y Romang.